# Чередник, Иван Яковлевич
Иван Яковлевич Чередник (30 сентября 1913 — 22 мая 1955) — советский военнослужащий, участник Великой Отечественной войны, Герой Советского Союза, командир батальона 1006-го стрелкового полка 266-й Краснознамённой ордена Суворова стрелковой дивизии 5-й ударной армии 1-го Белорусского фронта, майор.

## Биография
Родился 30 сентября 1913 года в селе Кустолово-Суходолка ныне Машевского района Полтавской области в крестьянской семье. Украинец. Окончил шесть классов. Работал слесарем-монтажником на заводе в городе Днепродзержинск.
В 1936 году призван в ряды Красной Армии. Участник освободительного похода советских войск в Западную Украину и Западную Белоруссию в 1939 году. В 1940 году окончил Херсонское военное пехотное училище. В боях Великой Отечественной войны с марта 1942 года. Воевал на Западном, Южном, 3-м Украинском, 4-м Украинском и 1-м Белорусском фронтах. Был дважды ранен.
В начале 1945 года войска 1-го Белорусского фронта осуществляли успешные наступательные операции на территории Польши. 20 января 1945 года в боях за населённые пункты Нагурно и Коло в Польше отличился батальон под командованием майора И. Я. Чередника. Противник встретил наших воинов яростным огнём. Танки и дивизион самоходных орудий, которые должны были поддерживать батальон, отстали. Миномётный дивизион, продвигавшийся за стрелковыми подразделениями, не успел занять позиции. Несмотря на это, бойцы И. Я. Чередника решительно атаковали врага в первой траншее и нанесли ему значительные потери. К вечеру батальон подошёл к восточной окраине Нагурно и в результате трёхчасового боя овладел населённым пунктом. Умело использовав приданные средства поддержки, после короткой артиллерийской подготовки батальон снова атаковал гитлеровцев, преодолел три траншеи обороны, противотанковый ров, проволочные заграждения и блокировал восемь дотов и два дзота. Опорный пункт Коло был взят. Командир всё время был в боевых порядках, умело организовывал взаимодействие подразделений, личным примером воодушевлял бойцов на ратные подвиги. В этом бою батальон уничтожил и взял в плен около 900 солдат и офицеров врага.
Указом Президиума Верховного Совета СССР от 24 марта 1945 года за умелое командование батальоном и проявленные при этом мужество и отвагу майору Ивану Яковлевичу Череднику присвоено звание Героя Советского Союза с вручением ордена Ленина и медали «Золотая Звезда».
С 1946 года подполковник И. Я. Чередник — в запасе. Жил в Киеве. Скончался 22 мая 1955 года. Похоронен в Киеве на Байковом кладбище.

## Награды
Награждён орденом Ленина, орденом Красного Знамени, орденом Богдана Хмельницкого 3-й степени, орденом Отечественной войны 2-й степени, орденом Красной Звезды, медалями.